# 東京農業大学全学応援団

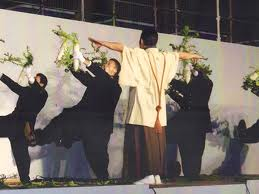
収穫祭リーダー公開における「青山ほとり」

東京農業大學全學應援團（とうきょうのうぎょうだいがくぜんがくおうえんだん）は、東京農業大学および東京農業大学短期大学部の応援団。全日本学生応援団連盟に加盟している。

## 概要
正式名称は旧字体表記の東京農業大學全學應援團であるが、現在では新字体表記の東京農業大学全学応援団が用いられる。
この応援団の大きな特徴として、全学、すなわち全学生によって組織される点がある。このため、東京農業大学・東京農業大学短期大学部に入学した者が全てこの応援団に所属していることとなる。なお、通常の応援団業務は、「全學應援團リーダー部」、「全學應援團吹奏楽部」、「全學應援團チアリーダー部」の3団体が行っている。
また、このように特殊な組織ゆえ、学内では学生団体ではなく、特別教育活動機関として位置づけられている。

## 組織
世田谷キャンパス内に本部を、オホーツクキャンパス内にオホーツク支部を設置している。厚木キャンパスについては支部等を設置せず、本部が応援団業務を行う。

## 歴史

### 全学応援団設立と戦前の活動
明治30年代の東京高等農学校時代、校内運動会の級対抗競技の際には各クラス有志が応援し、対外試合があれば全学生が大挙して駆けつけて応援はしたものの、まだ一定の形をなした応援団は存在しなかった。しかし、対外試合で応援する場合、統制をとる必要に迫られる。そこで大正2年、応援団長に推されたのが当時学部1年生の三浦肆玖楼（後の第5代東京農業大学学長）だった。1923年（大正12年）、当時在学中の高等科3年市川正輝の作詞で「青山ほとり」が誕生する。農業を讃え都人士にして農業の尊さを訓えた歌詞と、故郷函館市郊外の湯の川温泉付近の素朴な民謡曲を取り入れたもので、当時の学生気質に一致し、学生に広く愛唱され後に応援歌として認識される。1925年（大正14年）5月18日、大学令により東京農業大学に昇格すると学生団体である斯友会より新学歌の作成を要望する声が起こった。作詞を尾上柴舟に、作曲を山田耕筰に依頼し、9月25日学歌「常磐の松風」を制定し発表した。こうして応援が発展して、昭和5年頃には予科と専門部に独立した有志の応援団が存在したが、毎年の関東学生相撲大会が終わればその存在を認められないほど淋しくなり、一時的の応援団としか思えない状態にあった。
昭和初期、当時は学生間の思想問題が多く、一志会を中心とする皇室中心勢力と読書会を中心とする革新勢力の暗斗はかなり激しいものがあった。同じ頃、野球部が東都五大学リーグに加わり、他校の応援団に対する熱狂と真剣さが農大生を刺激した。しかし予科応援団も専門部応援団も、便宜的に大学を代表したものであって、形式的にも何等の統制もなくその対立によってたびたびトラブルを起こしており、応援団統一の必要が叫ばれていた。こうした中で1931年（昭和6年）、左右の対立を解消し農大を一本化するために、その中心母体として学部学生も含めた全学生を網羅する「東京農業大學全學學生應援團」の設立が6月19日の斯友会総会において満場一致で可決された。
応援団の発足に伴い、農大応援団を代表する応援団旗を日本一立派なものにし、農大学生の心の拠り所にすることにした。皇室の公式儀式に儀仗申し上げた近衛師団、近衛騎兵の鎗を農大応援団の旗竿にと、陸軍省に払い下げを申請した。陸軍省でも経緯のないことであり、全く異例のことであって払い下げには暇取ったが、近衛騎兵の鎗柄が下付された。11月11日、大学構内の横井記念講堂において団旗制定式が挙行された。
1932年（昭和7年）5月、例年の関東学生相撲大会において、当時の応援歌「青山ほとり」に大根を持って応援した。『白紋付き姿の団長人参1本を片手にやおら立ち上がり、人参一振り、三百の農大軍大根を片手に「お嫁に行くなら」の蛮声をはり上げたのは場内を圧した』という。その後は各運動部の試合において、その機能を発揮し活躍した。1937年（昭和12年）の日中戦争勃発からは、学内に出征者がある場合は学徒出陣壮行会も行なった。太平洋戦争に突入し、戦局が激化するに従って大学自体が部隊編制に切り替わり東京農大谷川部隊（配属将校）となった。全学学生応援団の活動も中断された。そして1945年（昭和20年）5月、アメリカ軍による東京大空襲（山の手大空襲）を受けて初代団旗を焼失してしまうが、旗竿だけは難を逃れ今もなお現存している。

### 戦後復活した全学応援団
1945年（昭和20年）8月15日太平洋戦争の終結により、内外へ出征していた学生らは渋谷・常磐松の校舎へ戻ったが、そこに残っていたのは横井講堂だけだった。1945年（昭和20年）11月、東京農業大学は常磐松から世田谷の現在地である旧陸軍機甲整備学校跡地へ移転し、再建に乗り出した。応援団は早くも活動を開始し、「全学生の団結なくして母校の発展はなし」と全学生を説き伏せ、「勉強のできる環境作り・運動場の整備」に立ち上がった。この時の農大応援団は専門部のみで構成されており、各科ごとに複数の応援団が存在していたが、全学的な実権は専門部応援団が持っていた。1946年（昭和21年）10月、応援団は戦後初めての収穫祭の準備に入った。時代は連合国軍占領下で5人以上の集会の禁止令があり、収穫祭の宣伝許可を得るため警視庁に申請したが、却下されてしまう。そこで連合国軍総司令部（GHQ）へ行きマーカット少将付き日系中尉キャピー原田に陳情した。交渉は難航したが、マッカーサー元帥の直筆の許可を得て、銀座、新橋、新宿、渋谷、三軒茶屋で大々的な宣伝パレードを行なった。また、応援団有志の手によって新団旗が作られた。
1947年（昭和22年）11月14日、大学ホールにおいて全学的応援団結成のため、学部・専門部・予科応援団の合同幹部会が開催された。そして全学生応援団の構想が具体化されると早速統合の運びとなり、1948年（昭和23年）2月16日、学部・専門部・予科を統一し全学生を包含した「東京農業大学全学応援団」が復活した。1949年（昭和24年）に東都大学野球連盟の1部6校が集まり、東都大学応援団連盟を結成し、盛大に記念式典を行った。
後に東都大学応援団連盟は、全日本学生応援団連盟へと発展する。
戦後ようやく復活した応援団ではあったが、1947年（昭和22年）11月に発足した全学学生自治会の委員総会から今までの応援団に対する不満の点、団費の値上げ問題について徹底的に追及される。結局解決に至らず、応援団組織を全面的に解散するか一部だけ解散するかの採決をとり、有効投票43票中全員が解散を要求した。このため、全学組織による応援団を再編成するために1950年（昭和25年）6月30日をもって、全学応援団は解散した。

### 新応援団の発足
応援団解散と同時に新たに応援団結成準備会が出来、1950年（昭和25年）11月10日、全学生の支持を得て心機一転した応援団が再発足した。1953年（昭和28年）7月には楽器が購入され、ブラスバンドの練習が始まった。そして11月13日に五者管理委員会が開催され、ブラスバンド部を応援団の一部として正式に発足することとなった。1960年（昭和35年）6月25日、応援団幹部内で暴力事件が起き、活動即時停止処分を受け、団長以下4年生は幹部役員を辞任した。自治会は応援団の暴力事件を批判し、同時に全学組織を廃止し任意の部にしようと主張した。1961年（昭和36年）、三団体統一に関する草案が第4回自治委員会の議案に上程された。その内容は、「農友会に所属している体育団体と文化団体はそれぞれ体育連合会、文化連合会として自治中央執行部の下におく」「新聞部は独立する」「応援団は応援指導連合会として中央執行部の下におく」「生協は分離独立していること」であった。1962年（昭和37年）10月25日、大学側の回答は『農友会および応援団は大学の特別教育活動のための機関であり、学生団体ではないので、学生団体としてこれを統合あるいは脱退することは認めない』であった。その前年、東京都吹奏楽連盟が結成されたと同時にブラスバンド部が加盟し、吹奏楽部へ改名する。1963年（昭和38年）には連盟を脱退するが、翌年に再加盟している。

### ワンゲル事件
1965年（昭和40年）5月15日農友会ワンダーフォーゲル部が奥秩父へ合宿に出発した。その際、強行を強いられた新入生が死亡する事故が起き、これが死のシゴキ事件として新聞に報じられた。事件発生直後から学内では学生集会やクラス討論会など連日行われ、騒ぎは拡大の一途をたどった。その騒ぎの中、学生会が中心となり「学園民主化委員会」が設立された。一方、クラス討論会においては「シゴキ」に関して賛否両論が激しく対立していた。結論が出ないまま、5月27日にワンゲル事件について大学当局からの報告会があったが、この報告会と新聞等の報道内容とはかなりの食い違いがあった。質疑打ち切りを強行した学校当局側と学生側との間で小競り合いが続き、不満を持った参加学生の圧倒的支持によって、直ちに学生大会が強行された。学生大会は5つの議題が決議されたが、6月2日の学生大会において第4議題として「応援団問題」が取り上げられた。この学生大会で一番問題にされたのは「応援団は暴力団」と公言されたことであった。更に、学生会中央委員会委員長より「応援団を全学組織か農友会所属のクラブにするかを全学投票により決めてはどうか」との提案があった。遂にこの事件は、応援団の存続問題にまで発展した。応援団を現状の全学組織で行うか、クラブ組織にするかの全学生投票が10日と11日に行われ、その開票が応援団幹部と学生会から各2名の立ち会いのもとで行われた。その開票結果は2114票対1337票。全学組織で続けることが決定された。
昭和40年代前半は70年安保・学費値上げを問題として学生運動が全国に拡大し、学園紛争が勃発した。農大においても立て看板を連立する動きが目立った。応援団幹部を中心に一般学生有志をもって一志会を結成し学内の警備を強化し、定期巡回を開始した。その活動中に過激派との小競り合いが頻発し、幹部が負傷して入院するといった事件が起きた。

### 支部の設立と三部体制へ
1977年（昭和52年）に全学応援団バトントワラー部が創部された。それ以前の1962年（昭和37年）に、吹奏楽部の女子学生有志が野球の応援にバトントワリングで参加したのが始まりであった。当時の女子学生は絶対数が少なく、しばらくは少人数での活動が続いた。バトンは個人競技が多く、高度な技術が必要であり応援活動との両立が困難なため1984年（昭和59年）にバトン連盟より脱退した。これ以降、応援団はリーダー部・吹奏楽部を含めた三部合同の活動が増えていった。1989年（平成元年）、バトントワラー部は活動の場を広げるためチアリーダー部へ名称変更する。1990年（平成2年）にオホーツク支部が設立、同時に支部団旗も作られた。1991年（平成3年）は東京農業大学が創立100周年を迎え渋谷公会堂にて全学応援団記念祭が開催される。1998年（平成10年）に厚木キャンパスが開設されるが、現在まで支部は設立されておらず、本部として活動を行っている。2006年（平成18年）11月5日に百周年記念講堂にて全学応援団創立75周年記念式典が行われた。

## 校歌・応援歌
前述の通り、東京農業大学は全学生が応援団員である。このため、農友会を中心にリーダー部でなくてもエールをきる機会が多い。リーダー形式もエール内容も更には歌詞の内容まで各部ごとに異なり、多種多様に渡っている。リーダー部自体も時代によって形が異なり、昭和30年代の「青山ほとり」などは現在と全く異なった踊りをしている。
東京高等農学校校歌
1908年（明治41年）、一般学生から作歌を募集し、橋口兼清の作歌を選定した。作曲者は不明
東京農業大学校歌
1911年（明治44年）、専門学校令により東京農業大学と改称し、これまでの校歌を改訂することに決定。松永亀夫により新校歌を選定した。
東京農業大学学歌（常磐の松風）
尾上柴舟作詞、山田耕筰作曲。学徒出陣の壮行歌となり、今もなお入学式や卒業式などで歌い継がれている。
青山ほとり
1923年（大正12年）、当時在学中の高等科3年市川正輝作詞。別名「大根踊り」として広く知られる。
応援歌（あゝ若人の血は躍り）
1931年（昭和6年）6月19日に設立した全学応援団に伴い作られた。北村小松作詞。堀内敬三作曲。
第二応援歌 緑の精鋭
1991年（平成3年）東京農業大学100周年を記念して作られた。岩堀紀男作詞・編曲。渡辺浦人作曲。
カレッヂソング
1935年（昭和10年）、斯友会定期大会において作成が決議される。吉田精一作詞。古関裕而作曲
農大エール
1931年（昭和6年）斯友会定期大会において応援歌と同様に作成が決議される。北村小松作詞。堀内敬三作曲。
農大音頭
1935年（昭和10年）、運動会（後の収穫祭）理事会にて作成を決議する。小松次男作詞。重松富来夫作曲。
団結節

相撲エール

打倒の拍手

農大数え歌

農大五万節

どじょうすくい

ファイトソング

トライアルグリーン

オホーツク賛歌

人を恋うる歌

応援団小唄

蒙古放浪の歌（支那浪人の歌）

惜別の歌

農大節

関東流れ者（農大応援団）